# Kleptokracija
Kleptokracija je izraz, ki se uporablja za opisovanje držav in režimov, v katerih je pokvarjenost na najvišjih ravneh oblasti dosegla takšne razsežnosti, da je praktično že družbena institucija in se prakticira z malo ali brez kakršnegakoli skrivanja ali izgovorov. Beseda izvira iz grških besed κλέπτης ("lopov") in κράτος ("vladati") in pomeni dobesedno "vladavina lopovov".
Izraz "kleptokracija" se tradicionalno pripisuje državam Tretjega sveta, v zadnjih dveh desetletjih pa tudi postkomunističnim državam vzhodne Evrope.